# Centro espacial Satish Dhawan
El Centro espacial Satish Dhawan (SDSC) o Sriharikota Range (SHAR) es un centro de lanzamiento de cohetes operado por la Agencia India de Investigación Espacial (ISRO), ubicado en Sriharikota, Andhra Pradesh. Sriharikota Range fue renombrada en 2002 por el expresidente de ISRO, Satish Dhawan. El director actual de SDSC es Arumugam Rajarajan. Se hizo cargo de S. Pandian en julio de 2019.

## Historia
La isla Sriharikota fue elegida en 1969 para una estación de lanzamiento de satélites. El centro comenzó a funcionar en 1971 cuando se lanzó el cohete sonda RH-125. El primer intento de lanzamiento de un satélite orbital, Rohini 1A, tuvo lugar el 10 de agosto de 1979, pero debido a una falla en la vectorización de empuje de la segunda etapa del cohete, la órbita del satélite decayó el 19 de agosto de 1979. SHAR fue nombrado como 'Satish Dhawan Space Center' (SDSC), el 5 de septiembre de 2002, en memoria de Satish Dhawan, expresidente de la ISRO.
La instalación SHAR ahora consta de dos plataformas de lanzamiento, con la segunda construida en 2005. La segunda plataforma de lanzamiento se utilizó para los lanzamientos a partir de 2005 y es una plataforma de lanzamiento universal, con capacidad para todos los vehículos de lanzamiento utilizados por ISRO. Las dos plataformas de lanzamiento permitirán múltiples lanzamientos en un solo año, lo que no era posible antes. El orbitador lunar de la India Chandrayaan-1 se lanzó desde el centro a las 6:22 AM IST el 22 de octubre de 2008. El primer orbitador de Marte de la India, Mangalyaan, se lanzó desde el centro el 5 de noviembre de 2013, que se colocó con éxito en la órbita de Marte el 24 de septiembre de 2014. El 22 de julio de 2019, la segunda misión lunar de la India, Chandrayaan-2, se lanzó desde este centro, utilizando un cohete GSLV Mk III.

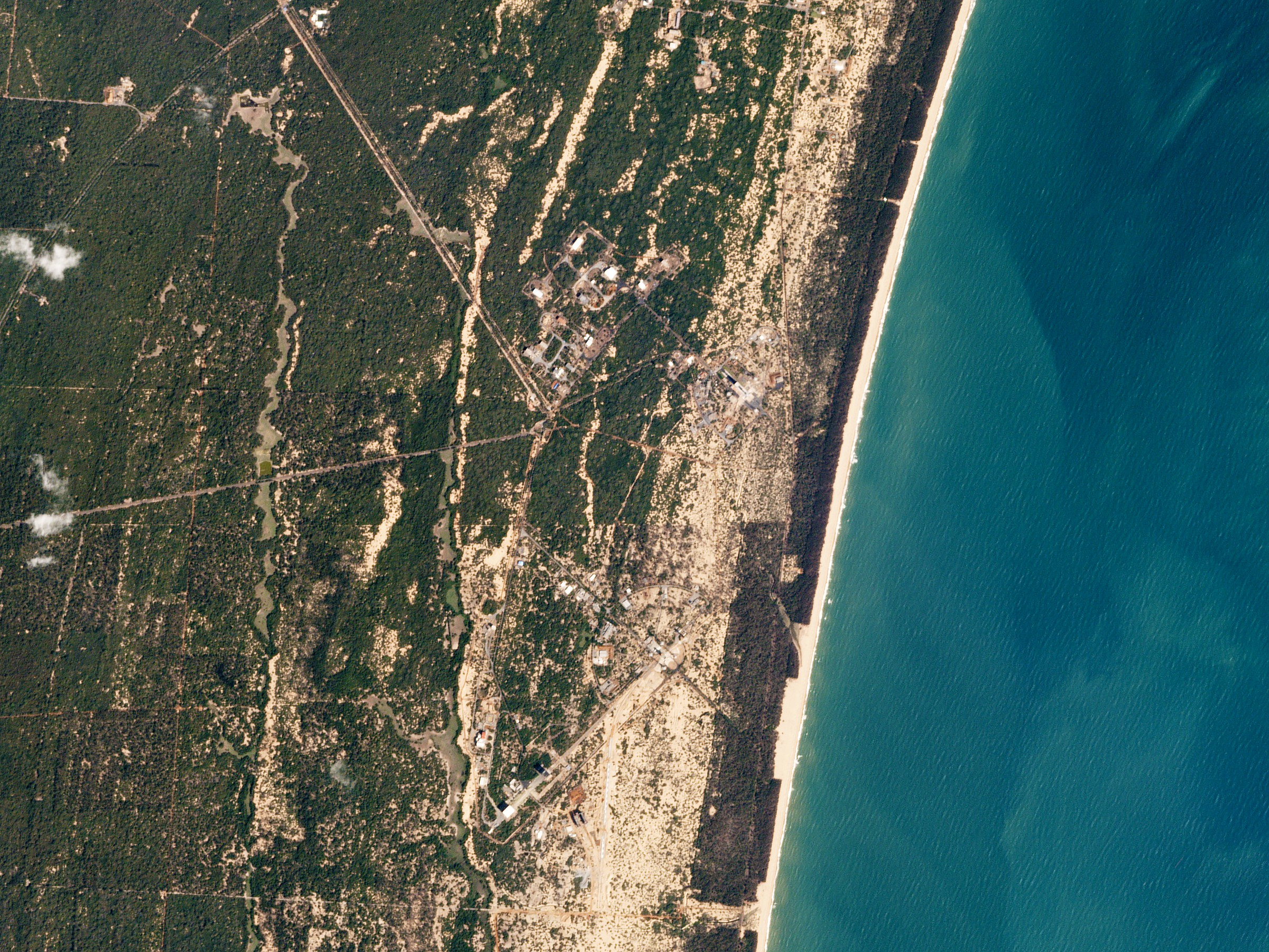
Centro espacial Satish Dhawan en Sriharikota dos días antes del lanzamiento del PSLV-C37.

SHAR será la base principal del Programa de Vuelo Espacial Humano de la India. Las instalaciones de lanzamiento existentes se aumentarán para alcanzar el objetivo de lanzar una nave espacial tripulada llamada Gaganyaan.